# Ieromnene
Ieromneme (in greco antico: Ἱερομνήμη?, Hieromnḕmē) è un personaggio della mitologia greca. Fu una ninfa e regina dei Dardani.

## Genealogia
Figlia di Simoenta, sposò Assaraco da cui ebbe il figlio Capi.

## Mitologia
Ieromneme era una ninfa ed avendo sposato re Assarco divenne la regina del popolo dei Dardani.
Apollodoro è l'unico autore che scrive di questo personaggio, mentre Dionigi di Alicarnasso invece cita Clitodora come moglie di Assarco e madre di Capi.